# 石田明
石田 明（いしだ あきら、1980年（昭和55年）2月20日 - ）は、吉本興業に所属する日本のお笑いタレント、俳優、演出家、脚本家。お笑いコンビ・NON STYLEのボケ（稀にツッコミ）とネタ作りを担当。相方は井上裕介。『R-1ぐらんぷり2015』ファイナリスト。

## 略歴・人物
4人兄弟姉妹の末っ子。大阪市立中津南小学校、大阪市立大淀中学校、大阪府立東淀川高等学校卒業。
2000年5月14日、東淀川高等学校で同じグループにいた井上とともに「NON STYLE」を結成。衣装は基本的に全身白であることが多い。
2009年8月9日、『ドリームマッチ09 真夏の若手芸人祭り!!』（TBSテレビ）で若林正恭（オードリー）と組んで優勝。
2011年、舞台『スピリチュアルな1日』で主演を務めるも、東日本大震災の影響で一部公演中止となる。2012年に再演。
2012年10月2日、12歳年下の一般人女性と結婚。
2014年10月、舞台『ダンガンロンパ THE STAGE〜希望の学園と絶望の高校生〜』にて出演のほか、スタッフとして演出を担当。
2015年12月、『M-1グランプリ』の審査員を担当。
2016年4月13日、転倒した際に右上腕を骨折し全治3ヵ月の怪我を負う。
同年、劇団間座旗揚げ公演『恋の虫』で脚本を担当し、初めてミュージカルの脚本を手掛ける。
2017年8月13日、第1子・第2子となる双子の女児が誕生。
2020年2月28日、第3子となる女児が誕生。
2020年4月、YouTubeにて公開されたYouTubeアニメ『ウシガエルは、もうカエル。』を執筆し、アニメの脚本を初めて担当する。
2021年1月期のテレビ大阪系列の真夜中ドラマ『京阪沿線物語〜古民家民泊きずな屋へようこそ』でテレビドラマ脚本を初めて担当する。
2021年4月期のテレビドラマ『警視庁ゼロ係〜生活安全課なんでも相談室〜SEASON5』で初の連続テレビドラマレギュラー出演。
2021年7月、TBS赤坂ACTシアターにて古田新太、尾上右近主演で上演された「ミュージカル『衛生』〜リズム＆バキューム〜」でミュージカル作品初出演。
2022年10月15日から10月23日にかけて大阪城公園で開催された大阪城天守閣復興90周年イベント『大阪夢祭』で、「大阪楽市楽座」をプロデュースし、出演した。「大阪楽市楽座」は昔の大阪の町並みを再現し、ショーや寄席などが楽しめる内容のもの。自身が作・演出をした舞台『ももたろう』や『結-MUSUBI-』を上演し、18日にはNON STYLEで23年ぶりにストリート漫才を行った。

## エピソード
- 姉に心斎橋筋2丁目劇場に一緒に行こうと誘われ、一緒に行った際にシェイクダウンの漫才を見た事が芸人を目指すきっかけにもなった。(石田本人はお〜い!久馬、石田の姉は後藤秀樹の追っかけをしていた。)
- お笑いの道に進む前の一時期劇団に入っていた。
- NON STYLEを結成する前、高校の同級生と「ほりごたつ」というトリオを組んでいたことがあり、その当時はツッコミを担当していた。
- 吉本男前ランキング最高3位（2009年）。
- 成人式の「乾杯」のタイミングで脱糞したことがある。女性の振袖の毛が飲み物に入ったからと説明している。
- 実家がかなり貧しく食生活に恵まれなかったため、身体が弱く骨年齢が72歳、血管年齢は73歳と判定されている。その他にも虚弱なエピソードが豊富である[12][13]。
  - スキップをしたら足の指を骨折した[13]。
  - デコピンをしたら中指を粉砕骨折した[12]。
  - 医者からシッペを止められている[13]。
  - タバコを吸ったら風邪を引く。
  - 野球をしているとき、ボールを投げただけで腕を螺旋骨折した[12]。螺旋骨折した右腕は1枚の金属のプレートに16本のボルトで補強しているため、電磁波や静電気に過剰反応してしまうことがあり、金属を変え今はだいぶ改善されている[13]。現在は髄内釘を入れているため無敵である(本人談)。
  - 肩を脱臼したこともあるが、そのまま漫才をして相方につっこまれたのを戻す勢いで治った[13]。
  - 入院時に病院食で痛風を発症した。
- その他、2013年7月7日放送の『明石家さんま主催 ならでは体験！THEコンプレッくすっ杯』において、「もやしだけが入った鍋料理をすき焼きと思っていた」「音楽の授業で使うリコーダーが買えないためあちこちから部品をかき集めて1本に組み立てて使うことにしたが、各部の色がバラバラだったので『3色リコーダー』というあだ名をつけられた」などの貧乏エピソードが語られている[14]。さらに2020年7月23日放送分の『アメトーーク』にて、3LDKの団地が当選するも家賃が払いきれないため、赤の他人の2家族と共同で暮らしていたことが新たに明かされた[15]。
- 石田の母親が石田を妊娠した際に経済的負担やすでに子供がいたため、母親は石田の出産を諦めようとしたが、父親が「お腹の子供が可哀想やろ!せっかく授かった命を無駄にするな!」と止めて、無事石田は出産された[13]。小学生のころ宿題で母親に生まれた時の感想を聞いた時、「ガチャポンみたいだった」と言われた。
- 家族がとても個性的で特に次男が変わっているという。12月を英語で書きなさい、という問題にカタカナで「ワンツー」と答えたり、〇×問題が分からないと△と書く、などの珍エピソードが語られている。またその子供(甥)にことわざの穴埋め問題を出した際の回答をフリップネタにしたこともある。次男は石田の中でぎりぎりアウトなため、テレビには絶対出さないという。
- 全身白の衣装がトレードマークとなったきっかけは、井上に「ボケやったらもっと明るい色を着てこい」と言われたことだった。また当時来ていたスーツは井上と一緒に選んで着ていたスーツであった為納得できず、反抗心から全身白にした[16]という経緯がある。最初は白い服に赤の靴、ベルト、ネクタイだった。当時は彼女の白いズボンを履いていた。衣装はネクタイ、シャツ、パンツ、靴、ベルトを毎回変えている。元々は白ネクタイを着用していたが、2009年8月ごろから「かわいく見えるように」という理由で、白の蝶ネクタイを着用している[17]。また白の衣装の前は黒のスーツであった。
- 閉所恐怖症でありフルフェイスのヘルメットが被れない[18]。また番組の企画で酸素カプセルに入った際、過呼吸に陥った。現在は入れる。マスクを被るスキューバダイビングも駄目で、ウェットスーツを着ただけで不安になるとのこと[19]。
- 催眠術に異常なほどかかりやすい。催眠術師いわく「東洋一かかりやすい」とのこと。DVDの特典映像や、ハックツベリー、めちゃ×2イケてるッ!などでも南裕や、十文字幻斎らに催眠術をかけられ話題となった。
- 『M-1グランプリ』以前から、自分のもの、家族のもの含めて借金が400万円以上あり、親の保証人にもなっていたため、賞金500万円のほとんどを借金返済に充てなければならなかった。当時は本人曰く「全部返済するにはあと5回くらい優勝しないと」という状態だった[20]。
- 演歌歌手のジェロと親交があり、ジェロを通じて藤あや子、坂本冬美とも交流している[21]。
- 過去にタレントのシルクが好意を寄せていたことがあり、LIVE STANDのコーナーにて頬にキスをされたことがある。
- 趣味はけん玉、読書、紙粘土、ガチャポン[22]、ブーメラン[23]等。
- かつてはオカヤドカリやヤシガニを飼っていた（ヤシガニは食用として飼っていた。）。また、飼っていたヤシガニが逃げてしまった際に水槽には戻さず食べてしまい、相方の井上に「サイコパスだ！」と言われた。 [24]
- 無類の酒好きであり酒豪。1番好きなお酒はビール[17]。
- 板前の経験があり、料理が得意[25]。
- 動物の毛のアレルギーがある[26]。
- 小学校から高校までの9年間野球を経験している。プロ野球は読売ジャイアンツのファンである[27]。
- 実家に帰ると次男である兄から突然「借金苦で自己破産する」と相談された。少しでも助けになろうと、石田が借金が幾らあるのか聞くと「8万円」と言われた。唖然とした石田はM-1で優勝したのもあって、30万円ほど兄に渡したが、兄は返済して残った金で仔犬を購入していた[28]。
- 理論派漫才師として知られ、『M-1グランプリ』終了後に『ナインティナイン岡村隆史のオールナイトニッポン』（ニッポン放送）にて「M-1答え合わせ」をするのが2018年より恒例となっており、そこでは「石田先生」や「石田教授」と呼ばれている。2020年は行われなかったが、2021年は『ナインティナインのオールナイトニッポン』（ニッポン放送）にて無事に行われ、相変わらずの理論分析を披露した。近年はNSCの講師も務めている[29]。
- あきらお兄さんのぱいーんチャンネルで、実は黒が大好きであると本人は公言している。そのため、荷物にも黒が多い。
- つかこうへい作品で共演の多い俳優・味方良介と公私共に仲が良く、巷では2人合わせて「ハッピーセット」と言われている。
- M-1優勝後、オードリーの若林の誕生日会にてM-1のトロフィーの写真をプレゼントし、お返しにスケジュールみっちりのオードリーのスケジュール帳の写真が送られた。なお、石田のみ炎上。
- 『スピリチュアルな一日で』ヒロインの須藤理彩からキスをするシーンがあったが初めてのキスシーンであったためにやけてしまい初日のみの演出となった。
- 梨、メロン、スイカが大好きで、メールアドレスにしていた。
- 第1回・第2回・第3回 冨安四発太鼓選手権で3連覇を果たした。[30]

## 賞レース成績・受賞歴など
- 2013年 氷見絆国際映画祭 優秀演技大賞（映画『BLUE BIRD』の演技）
- 2015年 R-1ぐらんぷり2015 決勝進出
- 2016年 黄金のコメディフェスティバル2016 優秀脚本賞（廣瀬はつきと合同）
- 2017年 黄金のコメディフェスティバル2017 最優秀脚本賞
- 2019年 イクメンオブザイヤー2019 知育メン部門
- 2019年 第12回ペアレンティングアワード パパ部門
- 2019年 BLOG of the year 2019 新人部門賞
- 2024年『ゴールデンラヴィット』にて第三回「冨安四発太鼓選手権」三連覇達成

## 主な出演
※ 個人での出演のみを記載。コンビでの出演は「NON STYLE#出演」を参照。

### テレビ番組
レギュラー番組
- 七人のコント侍 第10期（NHK BSプレミアム、2015年6月 - 7月）- レギュラー
- ミント!（毎日放送、2019年4月 - 2020年3月）- 金曜隔週スタジオパネラー
- おかべろ（関西テレビ、2019年12月7日 - ） - 2代目店長[31]
- ラヴィット!（TBS、2021年4月1日 - ）- 木曜レギュラー[注 1]
- マトヤマ家の時間だよ!（NHK Eテレ、2022年3月30日、ママ役）
  - ウェルカム!よきまるハウス（NHK Eテレ、2022年8月8日 - 、ママ役）

準レギュラー番組
- 土曜はナニする!?（関西テレビ）

冠番組（特番含む）
- NON STYLE石田 映画番組やります（朝日放送）※不定期特番
- ノンスタ石田のガクショク!（朝日放送、2011年6月3日 - 2013年3月1日）
- NON STYLE石田プレゼンツ おは☆オメ（静岡朝日テレビ、2021年5月10日 - 13日）[33]
- あきらファミリーの社員旅行 Vlog in 佐賀県嬉野市（BSよしもと、2023年9月3日 - 24日）
  - NONSTYLE石田明のここちいいツアーin徳島（BSよしもと、2024年1月2日 - 4日）

その他の番組
- 雨上がりの「Aさんの話」〜事情通に聞きました!〜（朝日放送、不定期）
- プレバト!! （毎日放送、不定期） - 俳句・特待生1級
- ひるキュン!（TOKYO MX、2017年1月7日 - ） - 月曜MC ※ 井上の代役 [34]
- ピタゴラスイッチ 100グラムにちょうせん！（NHK Eテレ、2020年11月14日 - ） -はかり先生の声
- ネタタタキ!（GAORA、2020年）- MC
- 若者の消費者トラブル防止のための映像教材 ノンスタ石田と漫才で学ぶ消費者トラブル（J:COMチャンネル（高槻）、2021年4月11日）※高槻市の公式YouTubeチャンネルでも配信。また高槻市立の全中学校に授業の補助教材としてDVDが配布される[35]。

### 舞台・ライブ
- 恋愛戯曲 （2009年2月18日 - 26日、新宿・SPACE107） - 向井正也 役
- スピリチュアルな1日（2011年4月1日 - 3日 / 2012年6月13日 - 24日(東京)・6月29日 - 7月1日(大阪)・7月7日 - 8日(仙台)、紀伊國屋サザンシアター / 池袋あうるすぽっと・ABCホール・仙台市青年文化センター） - 主演・テレビディレクター三井雅弘 役[1][36]
- ナイスなやつら
  - ナイスなやつら〜未来はイイトコロ〜（2011年 - 2012年）※脚本、演出も兼任
  - ナイスなやつらpresents えんとつ町のプペル（2012年10月14日・11月11日・12月24日、サンリオピューロランド フェアリーランドシアター） - プペル 役[37]
  - ナイスなやつらpresents グッドコマーシャル（2012年10月22日、東京グローブ座）※演出も兼任[38]
  - ナイスなやつらPRESENTS テイラー・バートン〜奪われた秘宝〜（2015年8月22日・23日、草月ホール）
  - ピラミッドだぁ！（2016年8月26日・27日、草月ホール）
- ふあむあい（2013年4月3日、神保町花月）
- TOKYO HEAD〜トウキョウヘッド〜（2015年3月18日 - 23日、東京グローブ座） - 池袋サラ
- タケダレコード
  - 〜輝け！ピンネタ大賞〜（2015年）
    - 4月7日、新宿シアターモリエール
    - 4月21日、大丸心斎橋劇場
    - 5月31日、札幌放送芸術専門学校
    - 6月28日、仙台市戦災復興記念館

  - ～我らピンネタ地球防衛軍～5惑星ツアー（2017年）
    - 2月3日、HEP HALL
    - 2月4日、福岡市民会館
    - 2月24日、今池ガスホール
    - 2月25日、よしもと紙屋町劇場
    - 3月18日、北國新聞赤羽ホール
- 新春初攻め！ノンスタ石田のピンネタどどどん！（2016年1月3日、ルミネtheよしもと）
- キラリ☆白虎隊〜後編〜（2016年1月9日、神保町花月）
- マルシェ！（2016年6月11日、神保町花月）
- つかこうへい七回忌特別公演『新・幕末純情伝』 - 坂本龍馬 役[39]
  - 2016年6月23日 - 7月3日、天王洲銀河劇場
  - 2016年7月6日 - 7月17日、 紀伊國屋ホール
  - 2016年7月22日 - 7月24日、梅田芸術劇場メインホール
  - 2017年1月７日・８日、沖縄 中城城跡 野外特設ステージ（第一回中城演劇フェスティバルにて特別上演）
- 実験落語neo～シブヤ炎上またもや～（2016年10月4日、CBGKシブゲキ‼︎）
- THE YASHIRO CONTE SHOW 「魔王コント」（2017年4月12日 - 16日、本多劇場） - レヴィス 役
- 熱海殺人事件 - 熊田留吉刑事 役
  - 熱海殺人事件 CROSS OVER 45（2018年2月17日 - 3月5日、紀伊國屋ホール）[40]
  - 熱海殺人事件 LAST GENERATION 46（2019年3月28日 - 31日(大阪)・4月5日 - 18日(東京)、COOL JAPAN PARK OSAKA TTホール・紀伊國屋ホール）[41]
  - 熱海殺人事件 ラストレジェンド 〜旋律のダブルスタンバイ〜（2021年1月14日 - 31日、紀伊国屋ホール）（細貝圭とのダブルキャスト）[42][43]
- 火花～Ghost of the Novelist〜 （2018年3月30日 - 4月15日(東京)・5月9日 - 12日（大阪）、紀伊國屋ホール・松下IMPホール) - 神谷 役[44]
- 銀幕の果てに （2019年4月24日 - 29日(東京)・5月8日 - 9日(大阪)、紀伊國屋ホール・COOL JAPAN PARK OSAKA TTホール） - 脚本家・立花明 役[45]
- 相対的浮世絵 （2019年10月25日 - 11月17日(東京)・11月22日 - 24日(大阪)、本多劇場・COOL JAPAN PARK OSAKA TTホール） - 関守 役[46]
- 飛龍伝2020 （2020年1月30日 - 2月12日(東京)・2月21日 - 23日(大阪)、新国立劇場 中劇場・COOL JAPAN PARK OSAKA TTホール） - 山崎一平 役
- 佐渡島他吉の生涯 （2020年5月13日 - 6月7日(東京)・6月25日 - 28日(大阪)、PARCO劇場・NHK大阪ホール） - 〆団治 役 ※新型コロナウイルスの影響で全公演中止
- 月刊コントルミネ号（2021年2月8日、ルミネtheよしもと）※新型コロナウイルスの影響で配信のみ
- 第5回記念公演 劇団よしもと葛飾座 剣喜劇「福亀の昔話」（2021年）- 浦明乃心 役 ※新型コロナウイルスの影響で関係者のみ来場。後日YouTube「吉本興業チャンネル」にて配信。
- ミュージカル『衛生』〜リズム＆バキューム〜（2021年7月9日 - 25日(東京)・7月30日 - 8月1日(大阪)・8月9日 -11日(福岡)、TBS赤坂ACTシアター・オリックス劇場・久留米シティプラザ） - 代田禎吉 役[47]
- トキワ荘のアオハル（2021年11月3日 - 4日、東京芸術劇場 プレイハウス） - アオ 役※植田圭輔とダブル主演[48]
- 劇団癖者 第7回本公演「私、めんどくさい」（2021年11月10日 - 17日、OFF・OFFシアター） - 島敦啓 役※声のみの出演[49]
- 十三回忌追悼公演 つかこうへいLonely 13 Blues「蒲田行進曲完結編 銀ちゃんが逝く」（2022年7月8日 - 18日、紀伊國屋ホール） - ヤス 役[50]

朗読劇
- 朗読劇「『季節が僕たちを連れ去ったあとに』～『寺山修司からの手紙』より（岩波書店刊）」 （2017年10月6日･11日、あうるすぽっと） - 山田太一 役 ※松島庄汰と共演[51]
- 朗読劇『Love Later』 （2018年11月19日、神保町花月）※鳥居みゆきと共演[52]
- Wイシダ朗読劇『USHIROMUKI』 （2019年5月11日 - 12日(東京)・18日 - 19日(大阪)、かつしかシンフォニーヒルズ・COOL JAPAN PARK OSAKA TTホール）- 新原誠 役 ※石田彰と共演[53]

### テレビドラマ
- 猫弁〜死体の身代金〜（TBS、2012年4月23日） - 木村一 役

- MASKMEN 第8話「結集」（テレビ東京、2018年3月3日）
- なめとんか やしきたかじん誕生物語（関西テレビ、2018年11月20日） - 山崎 役
- 連続テレビ小説 スカーレット 第7週 第40回（NHK総合、2019年11月14日） - 宝田三郎 役
- 教場 前編･後編（フジテレビ、2020年1月4日･5日） - 尾崎賢治 役[54]
- アライブ がん専門医のカルテ 第1話（フジテレビ・関西テレビ系、2020年1月9日） - 殿山俊樹 役[55]
- 警視庁ゼロ係（テレビ東京）
  - 警視庁ゼロ係〜生活安全課なんでも相談室〜出張捜査スペシャル（2021年1月25日） - 大林秋彦 役
  - 警視庁ゼロ係SEASON5（2021年4月30日 - 7月2日） - 大林夏彦 役[56]
  - 警視庁ゼロ係～生活安全課なんでも相談室～愛と涙のさよならスペシャル（2022年11月7日） - 大林夏彦 役
- 西園寺さんは家事をしない 第5話（TBS、2024年8月6日） - 後田三郎 役(サプライズ出演)[57]

### 映画
- YOSHIMOTO DIRECTER'S 100～100人が映画撮りました～ 『目に見えない引力』 (2007年、監督・アジアン隅田)
- BLUE BIRD（2013年、第5回沖縄国際映画祭に出品） -主演・店主 役
- 日曜日、すずは口笛を吹いた（2014年）
- A.I. love you（2016年12月10日） - 波岡健二 役[58]
- ボス・ベイビー（2018年3月21日、 ドリームワークス） - ティムのパパ 役(日本語吹き替え)[59]
- ノーマーク爆牌党（2018年10月27日） - 主演・爆岡弾十郎 役 ※矢本悠馬とダブル主演[60]
- ボス・ベイビー ファミリー・ミッション（2021年12月17日、ドリームワークス） - テッドシニア 役(日本語吹き替え)[61]
- フェイクアウト！（2025年6月20日、ギグリーボックス） - 根本圭司 役[62]

### CM
- あきんどスシロー
- 日本コカ・コーラ「ジョージア エメマンブラック」
- コロプラ「バクレツモンスター」
- マクドナルド「ハッピーセット卒業式」（2021年2月17日 - ）
- ピジョン
  - ベビーカー Runfee RB1 「走行編」、「静粛編」、「機能編」（2021年2月18日 - ）※WebCMとしてピジョン公式YouTubeにて公開[63]
- パンパース
  - 新改良！パンパース 肌いちはコットンのようにふかふか（2023年3月9日 - ）※WebCMとしてパンパース公式YouTubeにて公開[64]

### MV
- rhythmic「キミに伝えたくて」

### YouTube
- あきらお兄さんのぱいーんチャンネル
- NONSTYLE石田明のよい〜んチャンネル

準レギュラー番組
- カジサック KAJISAC

その他の番組
- 新春よしもとガチUNOバトル（2019年1月11日） - 優勝
- 【吉本新喜劇】にいなチャンネル(不定期)

### イベント
- カジサック6周年記念祭りinパシフィコ横浜～カジサックファミリー・りおちゃん・ツネ家全員集合（2024年10月6日、神奈川県、パシフィコ横浜国立大ホール）

### その他ネット配信
- NON STYLE石田の明語（2012年12月18日-、星海社運営Webサイト「最前線セッションズ」に掲載）佐藤友哉との対談
- フリップ芸人王座決定戦〜2017春〜（2017年4月15日、AbemaTV）- 優勝
- ボードゲーム最強決定戦〜初夏の陣〜 （2017年5月20日、AbemaTV）
- 君にもできる漫才！（大阪チャンネル）
- 主役の椅子はオレの椅子（2020年9月16日 - 12月23日、ABEMA） - ゲストMC[65]
- 風景のはなし～どこでもエピソードトーク～ 「公園」のはなしA（2024年7月1日、Audible）[66]

## 主な作品

### 舞台・ライブ
- ユニットイベント「センパイと休み時間」（2007年2月28日、baseよしもと） - 脚本※自身も出演
- 泣けるbaseよしもと - 脚本
  - 第1回『兄からの手紙』（2007年5月16日）※自身も出演 - 弟・悠哉 役
  - 第2回『幸せへの絆』（2008年3月26日）※自身も出演 - 林田優人 役
- クローバー （2009年8月23日・24日、京橋花月） - 脚本・演出※自身も出演 - 林田優人 役
- NON STYLE石田 Presents『Barアンラッキー』 （2010年4月 - 8月、ルミネtheよしもと・松下IMPホール） - 脚本、演出※自身も出演 - 主演・荒木満 役
- ブラストが笑う夜（2010年10月26日 - 31日、神保町花月） - 脚本
- ファミリーレスト乱 (2011年2月26日、デニーズ馬喰町店) - 脚本・演出※自身も出演 - セイ 役
- 中河内雅貴ワンマンショー ～ある男に関するレシピ集～(2012年7月12日 - 29日、CBGKシブゲキ!!） - 中河内雅貴を料理するシェフ
- 劇団スズキプロジェクト - 脚本
  - 『PRESENT FOR WHO』（2013年4月19日-21日、秋葉原ACT＆B）
  - 『カフェレスト乱』（2013年8月7日-12日、カジュアルメイドカフェエントリー）
  - 『ロストフレンド』（2013年11月14日-17日、阿佐ヶ谷シアターシャイン）
  - 『DEAD OR DEAD〜さあ、生きるんだ〜』（2014年3月13日-16日、参宮橋TRANCE MISSION）
  - 『ジャズピエロ』（2014年6月24日-27日、シアター711）
  - 『BARアンラッキー』（2014年11月5日-9日、シアター711）
  - 『V.P.G バイブレーション・パワー・ジェネレーション』（2015年4月21日-26日、サンモールスタジオ） - 廣瀬はつきと共同
  - 『ONE WAY』（2015年12月16日-21日、ウッディーシアター中目黒） - 廣瀬はつきと共同
  - 『TSUMI』（2016年9月15日-25日、シアター風姿花伝※黄金のコメディフェスティバル2016参加作品） - 廣瀬はつきと共同
  - 『Another-D』（2017年1月25日-31日、ウッディーシアター中目黒） - 廣瀬はつきと共同
  - 『たとえ話サークル殺人事件』（2017年11月10日-19日、シアター風姿花伝※黄金のコメディフェスティバル2017参加作品）
- た組。コント的公演『弱者の吠えかた』（2013年9月、秋葉原ACT&B） - 脚本[67]
- ダンガンロンパ THE STAGE（2014年10月29日 - 11月3日、日本青年館） - 演出 ※自身も出演 - 葉隠康比呂 役[4]。
- 久馬君と石田君の演 ※久馬歩(ザ・プラン9お〜い!久馬)と共同で脚本・演出
  - 第1回公演（2015年6月1日・2日(大阪)・8日(東京)、HEP HALL・北沢タウンホール）※自身も出演
  - 第2回公演『モニタリンGood！ 〜それが大事〜』 （2018年7月14日 - 16日、オルタナティブシアター） ※自身も出演 - テレビディレクター 役[68]
  - 第3回公演『生前葬(so)ng♪』 （2019年8月21日-25日(東京)・8月31日(大阪)、あうるすぽっと・COOL JAPAN PARK OSAKA TTホール）※自身も出演 - 司会 役[69]
  - 第4回公演『Thinking in the Brain〜脳で話せば〜』（2020年9月10日、紀伊国屋ホール）※コロナウイルスの影響により無観客配信 ※自身も出演
  - 第5回公演『デザイアーズマンション』（2023年9月1日 - 3日、近鉄アート館）※自身も出演
  - 『NETANOTE』（2025年6月28日・29日、よしもと道頓堀シアター）※自身も出演
- 劇団プレステージ番外公演『君のそばにいたいのに』（2016年2月12日-21日、CBGKシブゲキ!!） - 脚本
- 劇団間座 - 脚本
  - 旗揚げ公演『恋の虫』（2016年12月24日・25日、HEP HALL）[6]※自身も出演 - 毒蜘蛛れい 役
  - 『発明王』（2017年9月17日・18日、ABCホール）
- 劇団骸骨ストリッパー - 脚本
  - 超古代マンガ活劇公演 舞台版「雷火」（2017年6月22日 - 26日、武蔵野芸能劇場）[70]
  - calavera box DX『スネかじり探偵〜たとえ話サークル殺人事件〜』（2019年11月29日 - 12月3日、武蔵野芸能劇場）
  - 『RAIKA』（2023年5月25日 - 28日、新宿スペース・ゼロ）
- 幼児・小学生・戦隊ファン向け 夏休み企画 ももたろう - 脚本・演出※自身も出演 - 主演・ももたろう 役[71]
  - 2018年7月23日 - 8月10日、ルミネtheよしもと
  - 2019年7月22日 - 8月8日(東京)・9月21日(岡山)、ルミネtheよしもと・倉敷市民会館
  - 2021年12月（配信版）
  - 2022年10月18日 - 20日、楽市楽座亭(大阪城 夢祭内)
- WINTARTS 2nd STAGE『謝罪会見プランナー』 （2019年12月26日 - 29日、新宿角座） - 脚本
- 結－MUSUBI－ - 脚本・演出※自身も出演 - 侍・国士無双 役
  - 第1回 2022年2月4日 - 6日(東京)・11日 - 13日(大阪)、 渋谷区文化総合センター大和田 さくらホール・COOL JAPAN PARK OSAKA TTホール）[72]
  - 第2回 2022年10月15日 - 23日、楽市楽座亭(大阪城 夢祭内)
- ノンタンのハッピーコンサート『ノンタンのわくわくピクニック』　- 脚本・演出※自身も出演[73]
  - 東京・武蔵村山市民会館 大ホール - 2023年5月13日・14日
  - 千葉・野田ガスホール 大ホール - 2023年8月12日・13日
  - 東京・杉並公会堂 大ホール - 2023年8月22日
  - 大阪・COOL JAPAN PARK OSAKA WWホール - 2023年8月26日(WARAI MIRAI FES 2023内)
  - 埼玉・熊谷文化創造館さくらめいと 太陽のホール - 2023年9月16日・17日
  - 東京・江東・ティアラこうとう 大ホール - 2023年12月26日
  - 東京・中野・なかのZERO 大ホール - 2024年2月10日・11日
  - 栃木・栃木県総合文化センター メインホール - 2024年3月16日
- コントライブ「CHALLENGE」 -脚本・主演
  - 2023年10月22日、銀座博品館劇場
  - 2024年2月9日-11日、YES THEATER(ワラウオオサカ内)
  - 2024年8月1日-10日、ASSEMBLY GEORGE SQUARE: STUDIO TWO※エディンバラ・フェスティバル・フリンジにて上演
- 舞台「パリピ孔明」（2024年5月3日-6日(東京)・10日･11日(大阪)、天王洲 銀河劇場・サンケイホールブリーゼ） - 脚本・演出[74]

### 映画
- YOSHIMOTO DIRECTER'S 100～100人が映画撮りました～ 『兄の手紙』（2007年） - 監督・脚本※自身も出演 - 主演・清水悠哉 役
- 電車（TRAIN）（2013年5月6日）- 監督
- ありがとう （2014年）- 監督・脚本※自身も出演 - 弘明 役
- 人魚のこころ （2017年10月14日、イオンシネマ京都桂川※京都国際映画祭2017に出品）- 脚本※自身も出演 - 荒木満 役
- 耳を腐らせるほどの愛 （2019年6月14日公開※第10回沖縄国際映画祭に出品） - 脚本※自身も出演 - ホームレス 役[75]
- クソみたいな映画 （2020年7月3日公開※第11回沖縄国際映画祭に出品） - 脚本※自身も出演 - 驚く通行人 役

### ドラマ
- 大阪チャンネルオリジナルドラマ『ソーシャル探偵 XXとXX』（2018年5月31日 - 7月5日、大阪チャンネル）- 脚本※自身も出演 - 上司 役[76]
- 真夜中ドラマ『京阪沿線物語〜古民家民泊きずな屋へようこそ』（2021年1月9日 - 3月28日、テレビ大阪・BSテレ東） - 脚本[77]

### 配信
- NON STYLE石田脚本主演コメディー『訳アリ物件ノゾキミ荘の住人たち』（2020年5月30日、ツイキャス）- 脚本※自身も出演 - 管理人・星本洋平 役[78]

### アニメ
- YouTubeアニメ『ウシガエルは、もうカエル。』（2020年12月20日、YouTube） - 脚本

## 書籍
- 万歳アンラッキー（2012年2月20日、ワニブックス）
- 「面白いことを言おうとしなくていい」（2017年9月8日、PHP第833号 に掲載）
- 漫才師 石田明の想い（2018年1月22日、小説BOC8(中央公論新社) に掲載）
- 笑いのスペシャリスト9人に学ぶ 父勉（ちちべん）と子育て（2021年6月30日、春陽堂書店）※タカアンドトシ、レイザーラモンRG(レイザーラモン)ら9人の芸人が共同で執筆[79]。
- やさしささがし（2025年1月23日、ニコモ）-脚本(原案-おかもとまり)